# 1. deild Wysp Owczych (1988)
W roku 1988 odbyła się 46. edycja 1.deild (dziś, od 2012 roku zwanej Effodeildin), czyli pierwszej ligi piłki nożnej archipelagu Wysp Owczych. Obrońcą tytułu mistrzowskiego był klub piłkarski TB Tvøroyri, jednak nowym liderem został HB Tórshavn.
Obecnie w pierwszej lidze Wysp Owczych występuje 10 zespołów. Po raz pierwszy liczba ta pojawiła się właśnie w roku 1988, kiedy ich liczbę zwiększono z ośmiu. Liczba klubów rozgrywających mecze w 1.Deild często się zmieniała w zależności od tego, jak wiele drużyn pojawiało się na archipelagu. Możliwość degradacji zespołu do drugiej ligi pojawiła się po raz pierwszy w roku 1976, ale od 1988 zamiast jednego odpadają dwa kluby. Tym razem był to NSÍ Runavík z dziesiątego miejsca oraz TB Tvøroyri, poprzedni mistrz Wysp Owczych.
Wprowadzenie dziesięciu drużyn do rozgrywek nie było jedyną zmianą, jaka zaszła w tamtym czasie na farerskiej arenie piłkarskiej. Zespół B36 Tórshavn po latach zajmowania najniższych miejsc w pierwszej lidze i ciągłych degradacji do drugiej wreszcie zajął trzecie miejsce w tabeli. Dobrze poradził sobie także drugi z awansowanych zespołów ÍF Fuglafjørður zajmując miejsce zaraz po drużynie ze stolicy archipelagu. Poprawił się także klub VB Vágur z ósmego zajmując miejsce szóste. Znaczny spadek zaś spotkał KÍ Klaksvík, z piątego na ósme, względem poprzedniego sezonu.
Królem strzelców obrano Kurta Morkore, wielokrotnego reprezentanta swego kraju, który strzelił 13 goli. Był to pierwszy i ostatni zawodnik LÍF Leirvík, który został wyróżniony tym tytułem.
Za zwycięstwo w tych rozgrywkach przyznawano jeszcze dwa punkty, a nie trzy, jak to ma obecnie miejsce.

## Uczestnicy
| Uczestnicy 1. deild 1987                                                                                      | Uczestnicy 1. deild 1987 | Uczestnicy 1. deild 1987 | Uczestnicy 1. deild 1987 |
| --- | ------------------------ | ------------------------ | ------------------------ |
| TB | TB Tvøroyri              | 1                        |                          |
| HB | HB Tórshavn              | 2                        |                          |
| GÍ | GÍ Gøta                  | 3                        |                          |
| NSÍ | NSÍ Runavík              | 4                        |                          |
| KÍ | KÍ Klaksvík              | 5                        |                          |
| B68 | B68 Toftir               | 6                        |                          |
| LÍF | LÍF Leirvík              | 7                        |                          |
| VB | VB Vágur                 | 8                        |                          |
| Awans z 2. deild 1987                                                                                         |                          |                          |                          |
| ÍF | ÍF Fuglafjørður          | 1                        |                          |
| B36 | B36 Tórshavn             | 2                        |                          |
| Oznaczenia: - kolumna pierwsza – skróty nazw drużyn, - kolumna trzecia – miejsce zajęte w poprzednim sezonie. |                          |                          |                          |

## Rozgrywki

### Tabela ligowa
| Lp. | Drużyna         | M  | Z  | R | P | Bramki | Bramki | Różn. | Pkt | Uwagi              |
| --- | --------------- | -- | -- | - | - | ------ | ------ | ----- | --- | ------------------ |
| 1   | HB Tórshavn (M) | 18 | 11 | 3 | 4 | 36     | 19     | +17   | 25  |                    |
| 2   | B68 Toftir      | 18 | 11 | 2 | 5 | 31     | 14     | +17   | 24  |                    |
| 3   | B36 Tórshavn    | 18 | 8  | 5 | 5 | 29     | 20     | +9    | 21  |                    |
| 4   | ÍF Fuglafjørður | 18 | 6  | 6 | 6 | 23     | 25     | −2    | 18  |                    |
| 5   | GÍ Gøta         | 18 | 8  | 1 | 9 | 21     | 25     | −4    | 17  |                    |
| 6   | VB Vágur        | 18 | 6  | 4 | 8 | 24     | 27     | −3    | 16  |                    |
| 7   | LÍF Leirvík     | 18 | 6  | 4 | 8 | 26     | 31     | −5    | 16  |                    |
| 8   | KÍ Klaksvík     | 18 | 6  | 3 | 9 | 29     | 43     | −14   | 15  |                    |
| 9   | TB Tvøroyri (S) | 18 | 4  | 6 | 8 | 16     | 23     | −7    | 14  | Spadek do 2. deild |
| 10  | NSÍ Runavík (S) | 18 | 4  | 6 | 8 | 15     | 23     | −8    | 14  | Spadek do 2. deild |

## Sędziowie
Następujący arbitrzy sędziowali poszczególne mecze 1.deild 1988:
| Lp. | Sędzia              | Mecze |
| --- | ------------------- | ----- |
| 1.  | Baldvin Baldvinsson | 6     |
| 2.  | Hans Henrik Bøttger | 1     |
| 3.  | Nemus N. Djurhuus   | 3     |
| 4.  | Kim Ejdesgaard      | 3     |
| 5.  | Magni Eidesgaard    | 1     |
| 6.  | Petur Erhard Kjærbo | 3     |
| 7.  | Niklas á Líðarenda  | 5     |
| 8.  | Herman Midjord      | 2     |
| 9.  | Øssur Mohr          | 3     |
| 10. | Sjúrður Norðbúð     | 2     |
| 11. | ?                   | 71    |